# ミッキースワロー
ミッキースワロー（欧字名:Mikki Swallow、2014年2月26日 - ）は、日本の競走馬、種牡馬。主な勝ち鞍に2017年のセントライト記念、2019年の七夕賞、2020年の日経賞。

## 経歴

### デビュー前
2014年2月26日、北海道安平町のノーザンファームで誕生。同年のセレクトセール当歳馬市場に上場され、「相当な馬になる」と感じた菊沢隆徳調教師からの推薦を受け、野田みづきが2,600万円(税抜)で落札した。その後はノーザンファーム空港牧場のR厩舎で育成された。当時は体質が弱く、身が入ってきたのは2歳の夏になってからだった。じっくりと調整を進めたため、デビューは3歳の2月にずれ込んだ。

### 3歳（2017年）
新馬戦5着の後、3歳未勝利、ひめさゆり賞(500万下)を連勝。初の重賞挑戦となった京都新聞杯 (GII)では5着に敗れたものの、勝ち馬プラチナムバレットからはコンマ1秒差の僅差だった。
自己条件のいわき特別 (1000万下)では脚を余した形で3着に惜敗する。続くセントライト記念 (GII)ではデビューからの5戦に騎乗した菊沢一樹から横山典弘に乗り替わり、皐月賞馬アルアインを並ぶ間もなく差し切って重賞初制覇を遂げた。ラスト1Fの推定ラップは、急坂のある中山としては驚異的な10秒6であった。この勝利で、父トーセンホマレボシに産駒初の重賞制覇をもたらした。
クラシック登録がなかったため、陣営は追加登録料200万円を支払って菊花賞 (GI)への出走を決める。当日は極度の不良馬場となり、中団待機から4コーナーで3番手まで押し上げたが、直線半ばで力尽きて6着に終わった。

### 4歳（2018年）
1月22日、年明け初戦のアメリカジョッキークラブカップ (GII)に出走、直線で先に抜け出したダンビュライトを捉えることができずに2着となった。4月1日の大阪杯 (GI)ではスタートで出遅れ、後方2番手から大外を回して追い上げたが、内を回した上位馬には及ばず5着となった。その後休養を挟み、8月19日、荒れ馬場の消耗戦となった札幌記念では全く見せ場がなく13着に沈んだ。秋は11月25日、第38回ジャパンカップ (GI)では牝馬三冠を制しているアーモンドアイがレコードを更新するタイムで優勝する中、後方から最速の上がりで追い込んで5着を確保した。続いて12月23日、第63回有馬記念(GI)に出走し、11着に終わり、調教師の菊沢隆徳はレース後「最後は伸びていますけどね。まだこの相手だと力が足らないのかな。馬場も渋って難しいレースでした」と回顧し、放牧に出され、長期休養となった。

### 5歳（2019年）
休養を挟んで、復帰初戦に選んだのは4月29日、平成最後の重賞となった新潟大賞典 (GIII)。トップハンデの負担重量57.5kgを課されながら単勝3番人気に推され、後方から直線、馬群を割いて伸びてメールドグラースに次ぐ2着に入った。菊沢は、「抜け出したところで広くてキョロキョロしていたけど、力のあるところを見せてくれました。枠次第で、もっと違う結果になったかもしれませんね」と回顧している。続いて東京競馬場で、6月9日のエプソムカップ (GIII)に出走、後方からレースを進め、直線に懸けるも見せ場なく10着に終わった。菊沢は、「もともと、展開に左右されるタイプですからね。きょうは前残りの展開と、道悪の馬場も合いませんでした。仕方がないですよ」と回顧した。続いて7月7日の七夕に福島競馬場で行われたサマー2000シリーズの七夕賞 (GIII)では、横山典弘がロードヴァンドールに騎乗するため、10戦ぶりに菊沢一樹に乗り替わり、かつトップハンデの負担重量57.5kgを背負い出走、後方待機策から向こう正面で徐々に進出し、最終コーナーで大外を回って後続を突き放し優勝、2017年のセントライト記念以来、重賞2勝目となった。菊沢一樹騎手はデビュー4年目で重賞初制覇かつ、父である菊沢隆徳調教師との親子コンビでの重賞制覇となった。秋に入り、オールカマーは2着、福島記念は3着と堅実な走りを見せ、この年を終えた。

### 6歳（2020年）
1月26日のアメリカジョッキークラブカップから始動したが4着に終わる。続く日経賞では道中中団を追走すると、最後の直線で外から鋭く脚を伸ばして快勝、天皇賞・春への優先出走権を獲得した。5月3日の天皇賞・春ではフィエールマンの3着と好走した。
秋に入り、オールカマーは5着、ジャパンカップは7着と精彩を欠いた。その後、有馬記念に出走を予定していたが、脚部不安のため回避することになった。翌2021年1月13日付で登録抹消した。

### 引退後
引退後は北海道新冠町の優駿スタリオンステーションで種牡馬となった。
2023年7月18日付で用途変更となり種牡馬引退、現在はノーザンホースパークにて繋養されている。

## 競走成績
以下の内容は、netkeiba.comの情報に基づく。
| 競走日     | 競馬場 | 競走名           | 格       | 距離（馬場）  | 頭 数 | 枠 番 | 馬 番 | オッズ （人気） | 着順 | タイム （上り3F） | 着差 | 騎手      | 斤量 [kg] | 1着馬（2着馬）         | 馬体重 [kg] |
| ---------- | ------ | ---------------- | -------- | ------------- | ----- | ----- | ----- | --------------- | ---- | ----------------- | ---- | --------- | --------- | ---------------------- | ----------- |
| 2017.02.25 | 中山   | 3歳新馬          |          | 芝2000m（良） | 14    | 7     | 11    | 016.00（5人）   | 05着 | R2:08.1（34.3）   | -0.5 | 0菊沢一樹 | 53        | ストロングレヴィル     | 496         |
| 0000.03.26 | 中山   | 3歳未勝利        |          | 芝2200m（良） | 18    | 3     | 5     | 007.10（3人）   | 01着 | R2:16.0（36.3）   | -0.6 | 0菊沢一樹 | 53        | （フリージングレイン） | 494         |
| 0000.04.08 | 福島   | ひめさゆり賞     | 500万下  | 芝2000m（良） | 13    | 5     | 6     | 007.10（4人）   | 01着 | R1:59.9（33.9）   | -0.2 | 0菊沢一樹 | 56        | （ドリームソルジャー） | 488         |
| 0000.05.06 | 京都   | 京都新聞杯       | GII      | 芝2200m（良） | 12    | 6     | 8     | 006.30（4人）   | 05着 | R2:15.3（34.1）   | -0.1 | 0菊沢一樹 | 56        | プラチナムバレット     | 488         |
| 0000.07.22 | 福島   | いわき特別       | 1000万下 | 芝1800m（良） | 10    | 7     | 8     | 002.40（1人）   | 03着 | R1:48.5（33.7）   | -0.0 | 0菊沢一樹 | 54        | コスモナインボール     | 484         |
| 0000.09.18 | 中山   | セントライト記念 | GII      | 芝2200m（良） | 15    | 3     | 5     | 006.10（2人）   | 01着 | R2:12.7（33.4）   | -0.3 | 0横山典弘 | 56        | （アルアイン）         | 482         |
| 0000.10.22 | 京都   | 菊花賞           | GI       | 芝3000m（不） | 18    | 6     | 12    | 005.20（3人）   | 06着 | R3:19.7（40.5）   | -0.8 | 0横山典弘 | 57        | キセキ                 | 480         |
| 2018.01.21 | 中山   | AJCC             | GII      | 芝2200m（良） | 11    | 3     | 3     | 002.10（1人）   | 02着 | R2:13.6（34.8）   | -0.3 | 0横山典弘 | 56        | ダンビュライト         | 484         |
| 0000.04.01 | 阪神   | 大阪杯           | GI       | 芝2000m（良） | 16    | 1     | 1     | 012.30（5人）   | 05着 | R1:58.7（34.0）   | -0.5 | 0横山典弘 | 57        | スワーヴリチャード     | 474         |
| 0000.08.19 | 札幌   | 札幌記念         | GII      | 芝2000m（稍） | 16    | 7     | 14    | 005.70（3人）   | 13着 | R2:02.8（38.3）   | -1.7 | 0横山典弘 | 57        | サングレーザー         | 482         |
| 0000.11.25 | 東京   | ジャパンC        | GI       | 芝2400m（良） | 14    | 4     | 5     | 062.60（8人）   | 05着 | R2:21.9（33.9）   | -1.3 | 0横山典弘 | 57        | アーモンドアイ         | 482         |
| 0000.12.23 | 中山   | 有馬記念         | GI       | 芝2500m（稍） | 16    | 5     | 10    | 028.8（10人）   | 11着 | R2:33.1（35.4）   | -0.9 | 0横山典弘 | 57        | ブラストワンピース     | 480         |
| 2019.04.29 | 新潟   | 新潟大賞典       | GIII     | 芝2000m（良） | 16    | 1     | 1     | 006.50（3人）   | 02着 | R1:58.7（32.9）   | -0.1 | 0横山典弘 | 57.5      | メールドグラース       | 482         |
| 0000.06.09 | 東京   | エプソムC        | GIII     | 芝1800m（稍） | 13    | 5     | 8     | 004.00（2人）   | 10着 | R1:50.1（33.2）   | -1.0 | 0横山典弘 | 56        | レイエンダ             | 480         |
| 0000.07.07 | 福島   | 七夕賞           | GIII     | 芝2000m（稍） | 16    | 6     | 12    | 008.20（3人）   | 01着 | R1:59.6（36.7）   | -0.1 | 0菊沢一樹 | 57.5      | （クレッシェンドラヴ） | 478         |
| 0000.09.22 | 中山   | オールカマー     | GII      | 芝2200m（良） | 10    | 1     | 1     | 004.90（3人）   | 02着 | R2:12.3（33.4）   | -0.3 | 0菊沢一樹 | 56        | スティッフェリオ       | 476         |
| 0000.11.10 | 福島   | 福島記念         | GIII     | 芝2000m（良） | 16    | 6     | 12    | 004.30（2人）   | 03着 | R1:59.7（35.4）   | -0.2 | 0菊沢一樹 | 58.5      | クレッシェンドラヴ     | 476         |
| 2020.01.26 | 中山   | AJCC             | GII      | 芝2200m（稍） | 12    | 3     | 3     | 003.80（2人）   | 04着 | R2:15.6（36.5）   | -0.6 | 0横山典弘 | 56        | ブラストワンピース     | 482         |
| 0000.03.28 | 中山   | 日経賞           | GII      | 芝2500m（良） | 14    | 8     | 14    | 003.40（1人）   | 01着 | R2:32.9（35.7）   | -0.2 | 0横山典弘 | 56        | （モズベッロ）         | 478         |
| 0000.05.03 | 京都   | 天皇賞（春）     | GI       | 芝3200m（良） | 14    | 4     | 5     | 011.90（4人）   | 03着 | R3:16.9（35.3）   | -0.4 | 0横山典弘 | 58        | フィエールマン         | 478         |
| 0000.09.27 | 中山   | オールカマー     | GII      | 芝2200m（稍） | 9     | 3     | 3     | 002.90（1人）   | 05着 | R2:16.0（35.2）   | -0.5 | 0横山典弘 | 57        | センテリュオ           | 474         |
| 0000.11.29 | 東京   | ジャパンC        | GI       | 芝2400m（良） | 15    | 4     | 7     | 216.2（10人）   | 07着 | R2:23.8（34.7）   | -0.8 | 0戸崎圭太 | 57        | アーモンドアイ         | 478         |

## 血統表
| ミッキースワローの血統          | ミッキースワローの血統             | ミッキースワローの血統             | （血統表の出典）                   | （血統表の出典）  |
| 父系                            | サンデーサイレンス系               | サンデーサイレンス系               | サンデーサイレンス系               | [ § 2 ]           |
| 父 トーセンホマレボシ 2009 鹿毛 | 父の父ディープインパクト 2002 鹿毛 | *サンデーサイレンス                | Halo                               | Halo              |
| 父 トーセンホマレボシ 2009 鹿毛 | 父の父ディープインパクト 2002 鹿毛 | *サンデーサイレンス                | Wishing Well                       |                   |
| 父 トーセンホマレボシ 2009 鹿毛 | 父の父ディープインパクト 2002 鹿毛 | *ウインドインハーヘア              | Alzao                              | Alzao             |
| 父 トーセンホマレボシ 2009 鹿毛 | 父の父ディープインパクト 2002 鹿毛 | *ウインドインハーヘア              | Burghclere                         |                   |
| 父 トーセンホマレボシ 2009 鹿毛 | 父の母エヴリウィスパー 1997 栗毛   | *ノーザンテースト                  | Northern Dancer                    | Northern Dancer   |
| 父 トーセンホマレボシ 2009 鹿毛 | 父の母エヴリウィスパー 1997 栗毛   | *ノーザンテースト                  | Lady Victoria                      |                   |
| 父 トーセンホマレボシ 2009 鹿毛 | 父の母エヴリウィスパー 1997 栗毛   | *クラフティワイフ                  | Crafty Prospector                  | Crafty Prospector |
| 父 トーセンホマレボシ 2009 鹿毛 | 父の母エヴリウィスパー 1997 栗毛   | *クラフティワイフ                  | Wife Mistress                      |                   |
| 母 マドレボニータ 2005 鹿毛     | 母の父ジャングルポケット 1998 鹿毛 | *トニービン                        | *カンパラ                          | *カンパラ         |
| 母 マドレボニータ 2005 鹿毛     | 母の父ジャングルポケット 1998 鹿毛 | *トニービン                        | Severn Bridge                      |                   |
| 母 マドレボニータ 2005 鹿毛     | 母の父ジャングルポケット 1998 鹿毛 | *ダンスチャーマー                  | Nureyev                            | Nureyev           |
| 母 マドレボニータ 2005 鹿毛     | 母の父ジャングルポケット 1998 鹿毛 | *ダンスチャーマー                  | Skillful Joy                       |                   |
| 母 マドレボニータ 2005 鹿毛     | 母の母ツィンクルブライド 1991 芦毛 | Lyphard                            | Northern Dancer                    | Northern Dancer   |
| 母 マドレボニータ 2005 鹿毛     | 母の母ツィンクルブライド 1991 芦毛 | Lyphard                            | Goofed                             |                   |
| 母 マドレボニータ 2005 鹿毛     | 母の母ツィンクルブライド 1991 芦毛 | *デビルズブライド                  | Caro                               | Caro              |
| 母 マドレボニータ 2005 鹿毛     | 母の母ツィンクルブライド 1991 芦毛 | *デビルズブライド                  | Satan's Pride                      |                   |
| 母系(F-No.)                     | (FN:10-e)                          | (FN:10-e)                          | (FN:10-e)                          | [ § 3 ]           |
| 5代内の近親交配                 | Northern Dancer 4×5･4、Lyphard 5×3 | Northern Dancer 4×5･4、Lyphard 5×3 | Northern Dancer 4×5･4、Lyphard 5×3 | [ § 4 ]           |
| 出典                            | 1. 2. 3. 4.                        | 1. 2. 3. 4.                        | 1. 2. 3. 4.                        | 1. 2. 3. 4.       |

- 母の半兄にデイリー杯2歳ステークス(GII)、シンザン記念(GIII)を勝ち、高松宮記念(GI)で2着に入ったペールギュントがいる[26]。
- 祖母ツィンクルブライドは1994年の桜花賞(GI)2着馬。
- そのほかの近親に地方重賞3勝のトーセンガーネット、東京ジャンプステークス・阪神ジャンプステークス・東京ハイジャンプ勝ち馬のジューンベロシティ、京都新聞杯勝ち馬のジューンテイク。